# Luxemburgische Badmintonmeisterschaft 2023
Die Luxemburgische Badmintonmeisterschaft 2023 fand vom 4. bis zum 5. Februar 2023 in Junglinster statt. 

## Medaillengewinner
| Disziplin    | Gold                          | Silber                        | Bronze                        |
| ------------ | ----------------------------- | ----------------------------- | ----------------------------- |
| Herreneinzel | Jérôme Pauquet                | Yves Hoffmann                 | Kevin Hargiono                |
| Herreneinzel | Jérôme Pauquet                | Yves Hoffmann                 | Noah Warning                  |
| Dameneinzel  | Kim Schmidt                   | Myriam Havé                   | Aude Meyer                    |
| Dameneinzel  | Kim Schmidt                   | Myriam Havé                   | Ajsela Licina                 |
| Herrendoppel | Yannick Feltes Jérôme Pauquet | Eric Solagna Mike Vallenthini | Yves Hoffmann William Wang    |
| Herrendoppel | Yannick Feltes Jérôme Pauquet | Eric Solagna Mike Vallenthini | Daniel Gomes Pol Hild         |
| Damendoppel  | Myriam Havé Joelle Jungbluth  | Marie Goedert Aude Meyer      | Ajsela Licina Zoé Sinico      |
| Damendoppel  | Myriam Havé Joelle Jungbluth  | Marie Goedert Aude Meyer      | Julie Klomp Julia Wintersdorf |
| Mixed        | Yannick Feltes Zoé Sinico     | William Wang Myriam Havé      | Jérôme Pauquet Maira Zieser   |
| Mixed        | Yannick Feltes Zoé Sinico     | William Wang Myriam Havé      | Nico Fiorino Joelle Jungbluth |